# 平南镇 (天水市)
平南镇，是中华人民共和国甘肃省天水市秦州区下辖的一个乡镇级行政单位。

## 行政区划
平南镇下辖以下地区：
平南村、孙集村、万家庄村、王坡窑村、处关村、大柳树村、白家庄村、落地沟村、于家庄村、韩家山村、丁家川村、百姓村、刘家沟村、松林村、瓦资村、上沟村、邢家山村、富阳村、黑林村、顾店村、公主村、下集村、高楼村、苏家湾村、赵家窑村、梨树村、关同村、何家山村和三联村。